# Чарлзтаун
Чарлзтаун (англ. Charlestown) — місто (англ. town) в США, в окрузі Вашингтон штату Род-Айленд. Населення — 7997 осіб (2020).

## Демографія

### Перепис 2010
Згідно з переписом 2010 року, у місті мешкало 7827 осіб у 3247 домогосподарствах у складі 2248 родин. Було 5142 помешкання
Расовий склад населення:
| - 94,9 % — білих - 1,9 % — корінних американців - 0,7 % — азіатів - 0,4 % — чорних або афроамериканців |

До двох чи більше рас належало 1,7 %. Частка іспаномовних становила 1,6 % від усіх жителів.
За віковим діапазоном населення розподілялося таким чином: 19,2 % — особи молодші 18 років, 63,1 % — особи у віці 18—64 років, 17,7 % — особи у віці 65 років та старші. Медіана віку мешканця становила 47,0 року. На 100 осіб жіночої статі у місті припадало 100,1 чоловіків; на 100 жінок у віці від 18 років та старших — 99,5 чоловіків також старших 18 років.
Середній дохід на одне домашнє господарство становив 86 520 доларів США (медіана — 72 648), а середній дохід на одну сім'ю — 98 270 доларів (медіана — 87 483). Медіана доходів становила 52 771 долар для чоловіків та 42 997 доларів для жінок. За межею бідності перебувало 8,5 % осіб, у тому числі 10,4 % дітей у віці до 18 років та 4,7 % осіб у віці 65 років та старших.
Цивільне працевлаштоване населення становило 4068 осіб. Основні галузі зайнятості: освіта, охорона здоров'я та соціальна допомога — 28,3 %, роздрібна торгівля — 14,1 %, мистецтво, розваги та відпочинок — 10,5 %, будівництво — 9,4 %.

### Перепис 2000
За даними перепису 2000 року
на території муніципалітету мешкало 7 859 людей, було 3 178 садиб.
Густота населення становила 82,4 осіб/км². З 3 178 садиб у 28,3 % проживали діти до 18 років, подружніх пар, що мешкали разом, було 60,4 %,
садиб, у яких господиня не мала чоловіка — 7,8 %, садиб без сім'ї — 28,3 %.
Власники 8,1 % садиб мали вік, що перевищував 65 років, а в 21,8 % садиб принаймні одна людина була старшою за 65 років. Кількість людей у середньому на садибу становила 2,46, а в середньому на родину 2,88.
Середній річний дохід на садибу становив 51 491 доларів США, а на родину — 56 866 доларів США. Чоловіки мали дохід 40 616 доларів, жінки — 29 474 доларів. Дохід на душу населення був 25 642 доларів. Приблизно 3 % родин та 5,1 % населення жили за межею бідності.
Медіанний вік населення становив 41 років. На кожних 100 жінок віком понад 18 років припадало 98,5 чоловіків.